# 金春惣右衛門
金春 惣右衛門（こんぱる そうえもん）は、能楽太鼓方の名跡。

## 初代
天正11年（1583年）- 寛永21年1月8日（西暦換算1644年2月15日）
江戸時代前期の能役者太鼓方。金春長誥の子。名は一峰。通称ははじめ音松。金春流太鼓方六代目金春安照（金春彦三郎）の娘と結婚し、彦九郎、のち惣右衛門を名のる。徳川家康に仕え、以後その流派は惣右衛門流と呼ばれる。法名は宗岸。

## 二十一代目
明治30年（1897年）7月22日 - 昭和17年（1942年）2月8日
東京出身。本名は林太郎。二十代目川井彦兵衛の女婿増見仙太郎の長男。明治41年（1908年）初舞台。大正5年（1916年）断絶していた宗家を再興、金春五十雄の継嗣として昭和6年（1931年）惣右衛門を襲名し、国泰を名のった。

## 二十二代目
大正13年（1924年）9月22日 - 平成26年（2014年）3月11日
東京出身。二十一代目の長男。本名は惣一。父に師事し、昭和11年（1936年）初舞台。昭和19年（1942年）金春流家元を継ぎ二十二代目金春惣右衛門国長を名のる。東京音楽学校卒。昭和28年（1953年）「金春流太鼓全書」を刊行。平成4年（1992年）人間国宝。平成6年（1994年）勲四等旭日小綬章受章。平成8年（1996年）日本芸術院賞。平成17年（2005年）日本芸術院会員。著書に『金春流太鼓序之巻』（能楽書林、1984）。平成26年（2014年）3月11日午前1時13分に心不全のため東京都新宿区の病院で死去。89歳没。歿日付で従四位。
実子は金春國和（二十三代目）。孫は金春惣右衛門國直（二十四代目）。

## DVD

### 二十一世
能楽名演集2（NHKエンタープライズ、以下同）
- 金春流「葵上」櫻間金太郎（弓川） 宝生新 光本弥一 山本東次郎 一噌又六郎 幸悟朗 吉見嘉樹 金春惣右衛門／「実盛」櫻間道雄 森茂好

### 二十二世
能楽名演集2
- 金春流「葵上」櫻間金太郎（弓川） 宝生新／「実盛」櫻間道雄 森茂好 宝生閑 鏑木岑男 一噌正之助 北村一郎 瀬尾乃武 金春惣右衛門
- 観世流「鞍馬天狗・白頭」梅若実 梅若景英 寺井政数 幸円次郎 佐伯実 金春惣右衛門／「恋重荷」観世銕之丞（雅雪） 観世静夫 森茂好 善竹圭五郎 田中一次 幸正影 瀬尾乃武 金春惣右衛門
- 喜多流「通小町」後藤得三／「鶴（新作能）」喜多実 塩津哲生 藤田大五郎 穂高光晴 安福春雄 金春惣右衛門

能楽名演集3
- 能 観世流『俊寛』観世寿夫／能『猩々乱』観世寿夫 宝生弥一 寺井政数 幸祥光 安福春雄 金春惣右衛門